# Miloš Milanović
Miloš Milanović (Ćuprija, 23 september 1993) is een Servisch voetbalscheidsrechter. Hij is in dienst van FIFA en UEFA sinds 2021. Ook leidt hij sinds 2018 wedstrijden in de Superliga.
Op 31 oktober 2018 leidde Milanović zijn eerste wedstrijd in de Servische nationale competitie. Tijdens het duel tussen Voždovac Belgrado en FK Rad (2–0) trok de leidsman zevenmaal de gele kaart. In Europees verband debuteerde hij tijdens een wedstrijd tussen Dila Gori en MŠK Žilina in de eerste voorronde van de UEFA Europa Conference League; het eindigde in 2–1 en de scheidsrechter gaf tien spelers geel. Zijn eerste interland floot hij op 4 september 2021, toen Bosnië en Herzegovina met 1–0 won van Koeweit door een doelpunt van Smail Prevljak. Tijdens deze wedstrijd deelde Milanović aan vier spelers een gele kaart uit.

## Interlands
| Datum            | Plaats                        | Wedstrijd                       | Uitslag | Competitie             | Kreeg geel | Kreeg voor de tweede keer geel en dus rood | Weggestuurd |
| ---------------- | ----------------------------- | ------------------------------- | ------- | ---------------------- | ---------- | ------------------------------------------ | ----------- |
| 4 september 2021 | Zenica, Bosnië en Herzegovina | Bosnië en Herzegovina – Koeweit | 1 – 0   | Vriendschappelijk      | 4          | 0                                          | 0           |
| 10 oktober 2024  | Chisinau, Moldavië            | Moldavië – Andorra              | 2 – 0   | Nations League 2024/25 | 8          | 0                                          | 0           |

Laatst bijgewerkt op 18 oktober 2024.